# エンパイア・バラクーダ (客船)
エンパイア・バラクーダ（英：SS Empire Barracuda）は、1918年に建造された貨物船（客船）。元々はサカンダージャ（Sacandaga）という船名であり、幾度かの改名を経て使用された。

## 概要
サカンダージャはアメリカ合衆国ペンシルベニア州のアメリカン・インターナショナル造船によって建造され、1918年3月20日に起工、同年10月29日に進水し、竣工は1919年1月12日であった。元々USSB社の船舶として建造された船だったが、1919年にアメリカン・パルメット・ラインの管理下に置かれ、1925年にUSSB社の管理に戻された。1931年にアメリカン・ダイヤモンド・ラインに移籍、1932年にブラック・ヘロン（Black Heron）と改名した。
1939年までにブラック・ヘロンが寄港した地は以下の通りである。
| アメリカ合衆国 - ボルチモア - ボストン - ニューポートニューズ - ニューヨーク - ノーフォーク | ベルギー - アントウェルペン オランダ - アムステルダム - ロッテルダム |

## 第2次世界大戦
1941年、ブラック・ヘロンはイギリス政府に徴用され、「エンパイア・バラクーダ」と改名。母港はロンドンに変更され、キュナード・ホワイト・スター・ラインの管理下に置かれた。第2次世界大戦では船団の一員として参加した。
| 船団名 | 詳細 |
| ------ | --- |
| OB 297 | エンパイア・バラクーダは船団「OB 297」の一員として1941年3月12日にリヴァプールを出港、テキサス州に到着した。                   |
| ON 9   | 船団「ON 9」と共に8月20日にリヴァプールを出港、ニューヨークに到着。                                                           |
| HX 151 | 1941年9月22日にハリファックスを出港、10月7日にリヴァプールに到着。                                                            |
| OS 11  | 11月7日、リヴァプールを出港、11月21日にフリータウンに到着。そこで積荷を受け取り、クライド川等を通過しジブラルタルに到着した。 |

### 沈没
1941年12月15日、潜水艦U-77に雷撃され北緯35度30分 西経06度17分 / 北緯35.500度 西経6.283度にて沈没した。9人の乗務員と4人の狙撃手が死亡、8人の乗組員と1人の狙撃手が付近を航行中であった軍艦に救助あるいはジブラルタルに流れ着いた。

## 仕様
600馬力（450 kW）の出力を持つ蒸気エンジンを搭載し、12 ノット（22 km/h）の速力が出た。